# TVO 恋愛犯罪映画
TVO 恋愛犯罪映画（てぃーびーおー れんあいはんざいえいが）は、1991年8月3日に全国劇場公開された日本映画。ジャンルはサスペンス、ラブロマンス。上映時間1時間45分。英語タイトルは「TV OBSESSION」。 

## 解説
日本を代表するインディーズムービー界の旗手であった太田達也の本格的なメジャー進出を飾る第一作であった。
ヒロインにつみきみほを迎え、共演にはエド山口、奥野敦士に加え、主人公達を執拗に追いつめる謎めいた捜査官役に佐野史郎が扮した。
小学館のヤングサンデーで連載されていた御茶漬海苔「ＴＶＯ」を原作と表記しているが、映画の興行のために本作にタイトルのみを使用したのもので、劇中では原作漫画の登場人物・エピソード・セリフ・描写等の引用は全くない。　映画公開にあたっては、ヤングサンデーの誌面で特集記事が組まれたり、小学館主催で監督・出演者のトークショーつきの試写会イベントが開かれた。

## 物語
一種の超能力である読心術を先天的に身につけている少女・五月は、謎を残して命を落とした姉の足跡を探るため、危険をかえりみず真相をつきとめようと単独で動く。そんななか、姉の恋人でロックシンガーでもある孝に接近した五月は、姉の知られざる素性を知らされる。その日より、犯罪の糸に導かれるように二人は逃避行を続けるが、その果てには衝撃的な結末が待っていた。

## キャスト
- 雪村五月：つみきみほ
- 木原孝：奥野敦士
- 雪村聖美：早瀬優香子
- 高塚刑事：佐野史郎
- 佐倉：日野利彦
- ママ：武田オサム
- 男：高鍋千年
- 雀：鈴木源一郎
- 木原辰巳：エド山口

## スタッフ
- 監督：太田達也
- 脚本：爆烈トシオ
- 原作：御茶漬海苔『ＴＶＯ』小学館/ヤングサンデーコミックス
- 音楽：めいなCo.
- 撮影：笠松則通
- 振付：松下美奈子